# 3552 Don Quixote
3552 Don Quixote là một tiểu hành tinh vành đai chính có quỹ đạo cắt qua Sao Hỏa. Nó có độ nghiêng cáo giống như quỹ đạo sao chổi, và có đường kính khoảng 19 km. Chu kỳ quay là 7.7 giờ. Nó được phát hiện bởi Paul Wild ở 1983, và được đặt theo tên vị anh hùng huyền thoại trong tiểu thuyết của Tây Ban Nha Don Quixote (1605).